# Diecezja Phú Cường
```

```

Diecezja Phú Cường – diecezja rzymskokatolicka w Wietnamie. Powstała w 1965 z terenu archidiecezji sajgońskiej.

## Lista biskupów
- Joseph Phạm Văn Thiên † (1965–1993)
- Louis Hà Kim Danh † (1993–1995)
- Pierre Trần Đình Tứ (1998–2012)
- Joseph Nguyễn Tấn Tước, od 2012